# Torenstraat (Den Haag)
De Torenstraat is een straat in het centrum van Den Haag. Hij is het verlengde van de Jan Hendrikstraat en gaat over in de Bilderdijkstraat. 
De straat bestond eerst als korte en smalle straat, en is in rond 1925 vergroot na de sloop van een deel van de bebouwing die voorheen aansloot op de  Grote of Sint Jacobskerk. Aanvankelijk zou de nieuwe straat vijf namen krijgen, maar uiteindelijk vond men één naam toch handiger.De straat is naar de markante, 93 meter hoge zeskantige toren van deze kerk vernoemd. Er zijn of waren bekende Haagse winkels in de straat gevestigd, waaronder ijssalon Florencia, Maison Albert herenmode en muziekwinkel Rock Palace, die verschillende Haagse bands voortbracht. Het straatbeeld wordt gedomineerd door de monumentale Torengarage, het eerste gestapelde garagegebouw van Nederland (1930), ontworpen door architect Jan Greve. Op de benedenverdieping was van oorsprong een autoshowroom en later lange tijd grand-café Greve. Sinds 2010 is er een sushi-restaurant gevestigd. 
Dankzij deze nieuwe straat kon ook de tramdienst verbeterd worden. Tot dan toe reed paardetramlijn A, in 1905 vervangen door de elektrische lijn 2 (1e), via krappe straten: Assendelftstraat, Vleerstraat, Breedstraat en Noordwal. In 1926 ging lijn 2 via Jan Hendrikstraat en Torenstraat rijden. In 1937 is deze lijn 2 opgeheven.   
Lijn 3, tot 1906 paardentramlijn C, reed door de smalle Prinsestraat. In 1928 ging lijn 3 door de Torenstraat rijden. Twee periodes reed lijn 3A hier ook. Lijn 3 bleef hier rijden tot in 2004. Daarna reden hier tramlijn 16 of 17. Buslijn K, T, en 22 hebben hier ook gereden. Sinds 1965 rijden hier geen bussen meer.
Straten: Achterom · Alexanderstraat · Van Alkemadelaan · Amaliastraat · Amsterdamse Veerkade · Benoordenhoutseweg · Bezuidenhoutseweg · Cantaloupenburg · Denneweg · Fluwelen Burgwal · Geest · Gravenstraat · Groenewegje · Groot Hertoginnelaan · Grote Marktstraat · Herengracht · Heulstraat · Hogewal · Hooigracht · Javastraat · Juffrouw Idastraat · Kazernestraat · Kneuterdijk · Korte Vijverberg · Korte Voorhout · Laan Copes van Cattenburch · Laan van Meerdervoort · Laan van Nieuw Oost-Indië · Lange Beestenmarkt · Lange Poten · Lange Vijverberg · Lange Voorhout · Lijnbaan · Mallemolen · Mauritskade · Melis Stokelaan · Van Merlenstraat · Molenstraat · Nassaulaan · Nieuwe Haven · Nieuwe Schoolstraat · Nieuwe Uitleg · Nobelstraat · Noordeinde · Oude Boomgaardstraat · Oude Molstraat · Parkstraat · Paviljoensgracht · Piet Heinstraat · Prinsegracht · Prinsessegracht · Prinsestraat · Rijswijkseweg · Riouwstraat · Schalk Burgerstraat · Schedeldoekshaven · Schelpkade · Schenkkade · Scheveningseveer · Scheveningseweg · Schuddegeest · Slijkeinde · Smidswater · Sophialaan · Sportlaan · Spui · Spuistraat · Surinamestraat · Theresiastraat · Torenstraat · Tournooiveld · Trekvlietplein · Turfmarkt · Vaillantlaan · Vondelstraat · Wagenstraat · Weimarstraat · Westeinde · Wijnhaven · Witte de Withstraat · Zeestraat

Pleinen: Alexanderplein
· Anna Paulownaplein
· Bankaplein
· Binnenhof
· Buitenhof
· Burgemeester De Monchyplein
· Clioplein
· Elandplein 
· Esperantoplein
· Groenmarkt
· Grote Markt
· Hofplaats
· Kerkplein
· Koningsplein
· Loosduinse Hoofdplein
· Malieveld
· Muzenplein
· Nassauplein
· Plaats
· Plein
· Plein 1813
· Prins Hendrikplein
· Prinsenvinkenpark
· Regentesseplein
· Rond de Grote Kerk
· Spuiplein
· Tournooiveld
· Vaillantplein
· Varkenmarkt
· Visbanken
· Wijnhaven